# Trận Domstadtl
Trận of Domstadtl hay Trận Domstadt (hay trận Domašov theo tiếng Séc) là một trận chiến diễn ra giữa Nền quân chủ Áo Habsburg và Vương quốc Phổ tại ngôi làng Domašov nad Bystřicí thuộc Morava vào ngày 30 tháng 6 năm 1758 trong cuộc Chiến tranh bảy năm, trận Domstadtl này là sự kiện tiếp sau của một trận đánh nhỏ ở Guntramovice (Gundersdorf) vào ngày 28 tháng 6. Trong trận Domstadtl, quân đội Áo dưới sự chỉ huy của các Thiếu tướng Ernst Gideon von Laudon và Joseph von Siskovits đã tấn công và đập nát một đội viện binh đang hành binh tới Olomouc (Olmütz) trợ chiến cho quân chủ lực Phổ của vua Friedrich II Đại đế đang bao vây thành phố này (Olmütz). Chiến thắng quan trọng này đã triệt tiêu toàn bộ số quân nhu cần thiết cho quân Phổ, khiến kế hoạch đánh chiếm Olomouc của Friedrich II hoàn toàn bị phá sản và buộc vị vua Phổ phải thoái lui khỏi vùng Morava sau đó.

## Quân Phổ tiến công Morava
Vào đầu tháng 5 năm 1758, đại quân Phổ do Phriđrích II Đại đế tiến vào Morava và bắt đầu vây hãm thành phố Olomouc. Theo kế hoạch của Phriđrích II, chiến cục có thể xảy ra theo hai hướng: một là người Áo sẽ nhanh chóng gửi quân đến cứu viện cho thành phố và Phriđrích sẽ lợi dụng cơ hội này để đập nát viện quân Áo trên chiến trường. Hai là, nếu viện quân Áo không tới nơi, quân Phổ chỉ đơn giản hạ gục Olomouc trong thời gian ngắn rồi sau đó dùng thành phố này để làm bàn đạp bảo vệ Silesia và uy hiếp Viên.
Về phía Áo Thống chế Leopold Joseph von Daun hiểu rõ sức mạnh của quân Phổ cũng như tài thao lược của vua Phriđrích, vì vậy ông chọn giải pháp tránh đối đầu với quân Phổ trên chiến trường. Thay vào đó người Áo sẽ tấn công vào đoàn viện binh chở quân nhu của Phổ và tiêu diệt hay ít nhất gây thiệt hại cho chúng. Sự chiến đấu dũng cảm của các binh sĩ Áo trong thành Olomouc cũng khiến cuộc vây hãm của Phriđrích kéo dài hơn dự tính và, mặc dù đến tháng 6 quân Phổ đã phá vỡ được phòng tuyến bảo vệ Olomouc ở hai khu vực và sắp sửa đánh chiếm được thành phố, họ cũng lâm vào tình trạng thiếu thốn quân nhu và cần phải được bổ sung kịp thời để có thể tiếp tục chiến đấu.

## Đoàn quân tiếp tế
Theo Phriđrích, những đội quân chở hàng tiếp tế nhỏ và hành quân riêng biệt sẽ dễ dàng bị quân Áo bắt được, vì vậy ông hạ lệnh tập trung tất cả các quân nhu lại làm một và cho hộ tống bởi một đạo quân lớn. Số quân nhu này được trưng tập ở Silesia và vào cuối tháng 6 đoàn quân tiếp viện đã tiến vào lãnh địa Morava. Kết quả là một đội quân nhu khổng lồ bao gồm 4 nghìn xe ngựa chở quân nhu và 2.500 súc vật kéo xe được thành lập và được bảo vệ bởi 10.870 binh sĩ do Đại tá Wilhelm von Mosel chỉ huy. Lực lượng mạnh nhất trong đoàn quân hộ tống là đội kỵ binh 1.341 người; số còn lại được phiên chế thành 8 tiểu đoàn bộ binh được thành lập từ các tân binh và các thương binh vừa mới hồi phục sức khỏe.
Tuy nhiên đối với một đoàn quân lớn như vậy thì không tài nào có thể giữ bí mật về cuộc hành quân của nó được: thật vậy khi hành quân đội quân nhu tiếp viện này tạo thành một hàng có chiều dài đến 45 cây số. Ngay vừa khi biết được sự hiện diện của đội quân nhu Phổ, Thống chế Daun quyết định tung quân đánh úp và tiêu diệt ngay lực lượng này. Nhiệm vụ tiêu diệt đội quân nhu Phổ được giao cho hai tướng Ernst Gideon von Laudon và Joseph von Siskovits.

## Diễn biến trận đánh

### Khúc dạo đầu ở Guntramovice

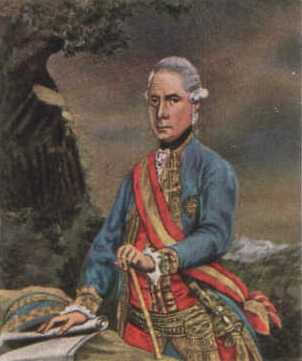
Thiếu tướng Ernst Gideon von Laudon, một trong hai chỉ huy của quân Áo trong chiến thắng quyết định tại Domašov. Tài năng trác tuyệt của ông đã khiến Laudon trở thành một trong những tướng lĩnh hàng đầu của quân đội Áo.

Quân Áo quyết định đón đoàn viện binh Phổ ở Guntramovice, một ngôi làng nhỏ nằm ở miền Bắc Morava. Tuy nhiên chỉ có lực lượng Áo dưới trướng của Laudon là đến được Guntramovice, do đội quân của Siskovits bị lạc ở giữa rừng và không thể đến nơi trong vòng 2 ngày như dự tính. Sự chậm trễ này gây ra nhiều vấn đề lớn về binh lực cho Laudon, vì những gì ông có trong tay chỉ là 4 tiểu đoàn bộ binh, một trung đoàn long kị binh, một trung đoàn khinh kỵ binh, một khẩu đội pháo và một đội quân biên phòng với tổng quân số chỉ có 6 nghìn người. Trong khi đó, Olomouc thì không còn xa, và 5 tiểu đoàn quân Phổ với tổng quân số 2 vạn người do Trung tướng Hans Joachim von Zieten chỉ huy đang trên đường hành quân tới tăng viện cho Mosel. Trước tình hình nguy cấp này, Laudon quyết định tự tấn công mà không có sự hỗ trợ của Siskovits.
Đoàn quân nhu Phổ xuất hiện ở Guntramovice vào sáng sớm ngày 28 tháng 6. Ngay lập tức, đội quân Phổ tiên phong nhận được sự chào đón nồng nhiệt của đại bác Áo ẩn sau các cánh rừng. Người Phổ đưa một tiểu đoàn tấn công lên phía trước để thăm dò binh lực Áo, nhưng lực lượng này nhanh chóng bị pháo binh Áo đẩy lui. Không chịu thua, quân Phổ cũng triển khai các đại bác của mình ở hai bên sườn và nã đạn cấp tập vào quân Áo. Quân Phổ cũng tấn công vào các vị trí của Áo trong các khu vực đồi núi hai bên đường nhưng không thành công. Sau 5 giờ chiến đấu kịch liệt, cuối cùng thì ưu thế trận địa cũng lọt vào tay quân Phổ và Laudon buộc phải rút quân về phía Moravský Beroun. Mosel không cho quân truy kích, vì bản thân ông không có đủ kỵ binh để làm việc đó.
Rõ ràng cuộc tấn công của Laudon vào đoàn quân nhu Phổ đã thất bại, nhưng thiệt hại của quân Phổ lại lớn hơn của quân Áo. Đồng thời, trận đánh của Laudon đã khiến cuộc hành quân của Phổ bị kéo dài và đó là thành quả vô cùng quý giá mà ông đạt được. Các nhà sử học hiện đại cho rằng đội quân nhu Phổ có lẽ đã không bị tiêu diệt nếu họ chấp nhận thí bỏ một phần nhỏ hàng tiếp tế và mang số còn lại gấp rút hành quân Olomouc. Tuy nhiên, cả đại tá Mosel lẫn tướng Zieten (Zieten đã hội quân với Mosel vài giờ sau trận đánh Guntramovice) đều không hề biết rằng ngoài đội quân của Laudon họ còn phải đối mặt với đội quân của Siskovits; và vì vậy người Phổ thay vì nhanh chóng hành tiến đến Olomouc đã dừng lại ở Guntramovice để nghỉ ngơi và tái tổ chức lực lượng. Đến sáng sớm ngày 30 tháng 6 đoàn quân tiếp viện lại lục tục lên đường.

### Đòn chí mạng ở Domašov

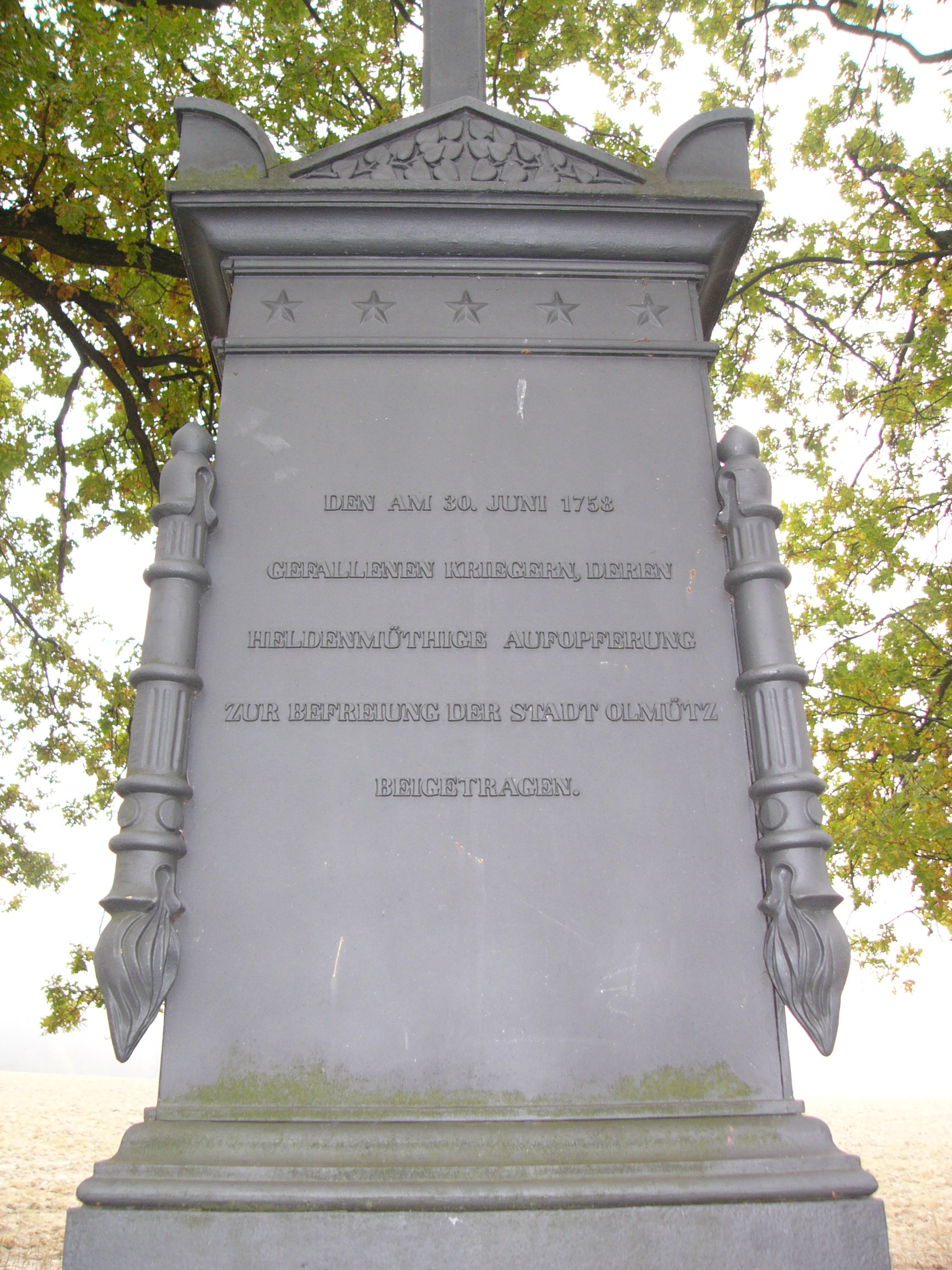
Đài tưởng niệm trận đánh ở Domašov, có dòng chữ ghi bằng tiếng Đức với ý nghĩa là:
Vào ngày 30 tháng 7 năm 1758
gửi tới những liệt sĩ, những người
dũng cảm và tài tình
giúp đỡ trong việc giải phóng
thành phố Olomouc.

Trong thời gian đó, người Áo lại chuẩn bị cho một trận đánh mới. Địa điểm được chọn là một khu vực mở nằm ở giữa đoạn đường Domašov nad Bystřicí và Nová Véska, được bao bọc bởi nhiều đồi núi và rừng cây rậm rạp, rất thuận lợi cho việc phục kích.
Đạo quân của Siskovits tiếp cận chiến trường đầu tiên và mai phục ở phía bên trái của đoạn đường. Theo kế hoạch, đội quân của Laudon sẽ tiến tới từ hướng Moravský Beroun đúng vào lúc giữa trận chiến và tấn công theo hướng đối diện với Siskovits, đòn đánh kẹp từ hai bên sườn này sẽ khiến đội hình Phổ càng bị rối loạn hơn.
Sau một thời gian chờ đợi, Siskovits trông thấy đoàn xe đi trước của người Phổ (bao gồm 250 xe kéo được hộ tống bởi 4.850 binh sĩ) tiến vào ổ mai phục, nhưng ông để họ đi qua. Quân của Siskovits chỉ bắt đầu nã pháo vào đoạn giữa của đoàn xe quân nhu Phổ và điều này gây ra sự hỗn loạn lớn trong đội quân nhu tiếp viện. Sau các loạt pháo là đợt tấn công của bộ binh Áo; đợt tấn công của Siskovits diễn ra rất thuận lợi mặc dù quân Áo phải chiến đấu trong tình trạng quân số 1 chọi 3. Không lâu sau đó quân Laudon xuất hiện ở phía bên kia con đường và như thế, số phận của đội quân nhu Phổ đã được định đoạt. Trận đánh kết thúc sau 7 tiếng đồng hồ với thắng lợi mỹ mãn thuộc về quân Áo.

### Thương vong
Thiệt hại của quân Áo trong hai trận Guntramovice và Domašov rất nhỏ, chỉ có 600 binh sĩ chết trận hoặc bị thương trên tổng số 12 nghìn quân tham chiến. Thương vong của quân Phổ thì cao hơn nhiều: các nguồn tư liệu của Áo dẫn ra con số 2 nghìn bị giết, bị thương, mất tích và 1.450 tù binh (trong đó bao hàm tướng Puttkamer và 40 sĩ quan khác). Phía Phổ chỉ công nhận 2.701 binh sĩ bị giết, bị thương, mất tích và bị bắt, nhưng họ cũng thừa nhận rằng việc tính chính xác số thương vong là rất khó vì tàn binh Phổ chạy tản mác khắp nơi sau khi bị đánh tan tác. Dù thế nào đi nữa, con số thương vong của quân Phổ cũng chiếm tỉ lệ không quá lớn nếu so với tổng quân số tham gia hộ tống là hơn 3 vạn người.
Tuy nhiên thiệt hại lớn nhất của quân Phổ chính là số quân nhu mang theo. Trong trận đánh này người Áo đã bắt được hơn 2.200 con ngựa, vô số gia súc và phần lớn số quân nhu và quân trang. Vì nhiều xe kéo bị hư hại trong trận đánh, quân Áo đành phải đốt bỏ tất cả những gì không mang đi được; một số xe kéo quân nhu cũng bị phá cho nổ tung như một động thái ăn mừng thắng lợi. Trong số chiến lợi phẩm cướp được là số tiền theo ước tính từ 1 đến 2 triệu Thaler Phổ, một nửa trong số đó được chia cho các binh sĩ và một phần trong số tiền được sung vào công quỹ. Chỉ có hơn 250 xe kéo của Phổ chạy thoát, một phần trong số này bị lính Croatia bắt giữ ở gần Svatý Kopeček, một địa điểm cách Olomouc vài cây số về phía bắc. Tính chốt lại thì chỉ có 100-200 xe kéo quân nhu là chạy thoát về Olomouc an toàn.

## Hậu quả
Vì tỉ lệ thương vong quá nhỏ của binh sĩ hai bên, tầm quan trọng của trận đánh này nhiều khi bị bỏ qua. Tuy nhiên, thiệt hại quan trọng nhất của quân Phổ không phải là về người, mà chính là về việc để mất số quân nhu vô cùng quan trọng đối với họ trong việc duy trì cuộc chiến ở Olomouc. Thất bại chiến lược này đã khiến quân đội Phổ ở Olomouc sửng sốt, và góp phần quan trọng vào quyết định từ bỏ cuộc bao vây Olomouc của Phriđrích II. Rõ ràng, khi viện binh của Thống chế Daun kéo tới nơi, quân Phổ trong tình hình cạn sạch đạn dược và quân nhu không còn cách nào khác buộc phải bỏ Olomouc để rút về Böhmen. Như vậy, chiến thắng tại Guntramovice và Domašov là một bước ngoặt quan trọng trong cuộc chiến ở Morava năm đó.
Một tượng đài mang tên "Thập ác đen" được xây dựng ở đông bắc Domašov vào năm 1858 nhân kỉ niệm 100 ngày xảy ra cuộc chiến. Ở Đông Nam Guntramovice cũng có một đài tưởng niệm các binh sĩ đã bỏ mình trong trận đánh nhỏ nhưng mang ý nghĩa lớn này.